# 叙勲

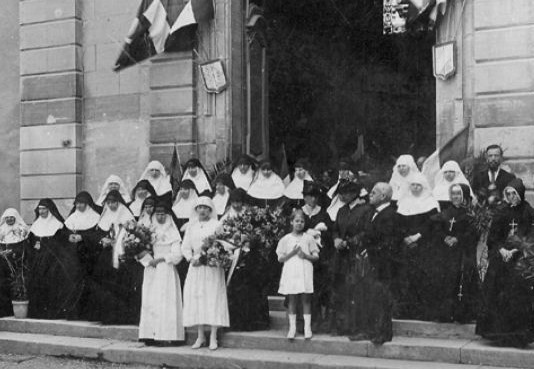
1918年にフランス・カルパントラのアウグスティノ会に勲章が贈呈された。参考：カルパントラのオテル・デュー

叙勲（じょくん）とは、勲位（勲等）・勲章を授けること。

## イギリス
イギリスには貴族が有する公爵、侯爵、伯爵、子爵、男爵の爵位と、これらの下位の爵位とされる准男爵とナイト（騎士）がある。爵位を有する場合でも下位の爵位を兼ねることができる。
ナイトにはガーター勲章、シッスル勲章、バス勲章、メリット勲章、聖マイケル・聖ジョージ勲章、ロイヤル・ヴィクトリア勲章、ブリティッシュ・エンパイア勲章（大英帝国勲章）という序列があり、それぞれ騎士団が構成され、その構成員を示す団員章として勲章が授与される。
ナイトの下には騎士団に属さない下級騎士であるナイト・バチェラー等があるほか、他の褒章としてクロス章やメダルなどがある。

## フランス
フランスには最高位の国家勲章として5等級からなるレジオンドヌール勲章がある。また、大統領が授与者となる勲章として国家功績勲章がある。このほか芸術文化勲章（文化省が授与）などがある。

## ドイツ
ドイツではヴァイマル憲法が勲章及び栄誉記章の授与を禁止していたが、ナチス政権下では勲章等の授与が実施されていた。
第二次世界大戦後に勲章の授与は停止されていたが、1951年の「ドイツ連邦共和国功労勲章の創設に関する通知」により再開。連邦大統領が授与者となる勲章としてドイツ連邦共和国功労勲章、ジルベルネス・ロルベールブラット章（スポーツ分野）、プール・ル・メリット科学芸術勲章（科学芸術分野）などがある。

## 日本
日本には明治になるまで記章を授与する制度はなかったが叙位・叙勲の制度はあった。
叙位は位階（正一位、従三位など）を授ける制度で603年の冠位十二階の制に始まる。叙勲は勲位（一等から十二等まで区分）を授ける制度で、本来は武人など勲功を挙げた者に対して授与されたもので701年（大宝元年）から始まった。日本の律令法（官位令）では、勲一等は位階正三位、勲十二等は従八位下に相当するとされた。大宝律令制定とともに始まったこの制度は、藤原仲麻呂の乱（恵美押勝の乱）で孝謙上皇側が自派の将兵に勲位を濫授したことで知られている。しかし、叙勲は941年の藤原純友の乱（承平天慶の乱）以後ほとんど行われなくなった。

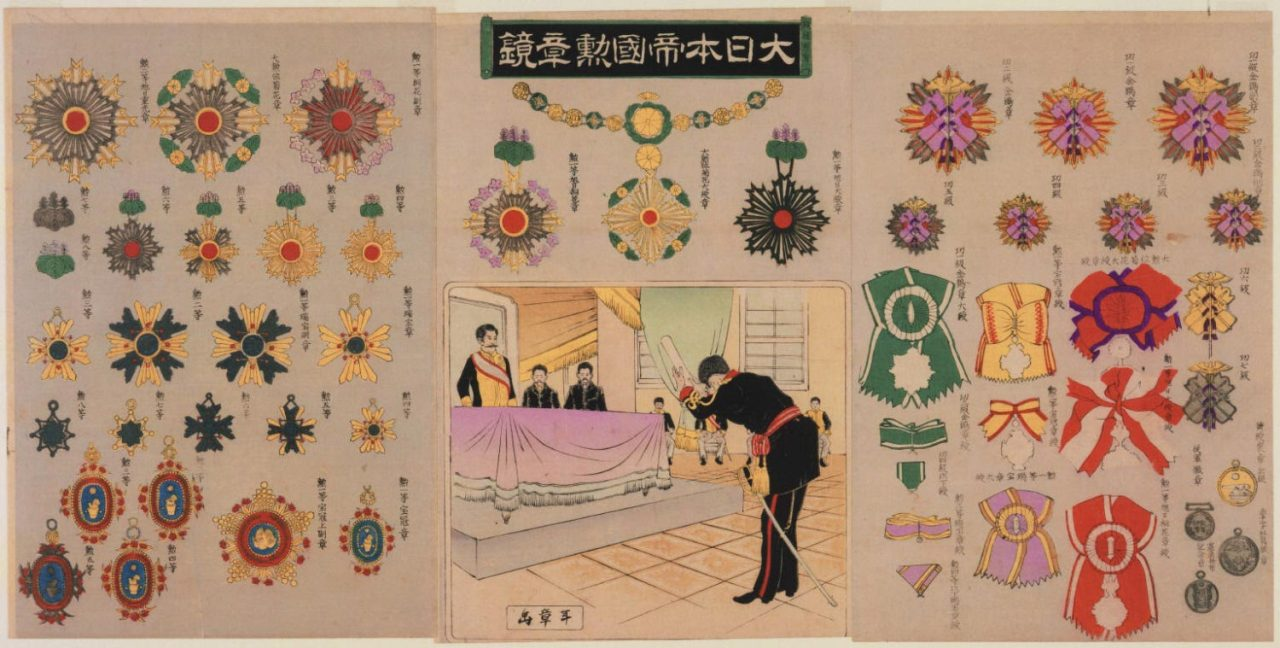
年章画「大日本帝國勲章鏡」1895年（明治28年）出版

明治時代になると西洋の諸国にならって勲章や褒章の制度が設けられた。日本で初めての勲章は1867年のパリ万国博覧会で薩摩藩がフランス政府高官に進呈した薩摩琉球国勲章であるとされている。
近代日本の叙勲制度は1875年の「勲章従軍記章制定ノ件」（太政官布告第54号）公布によって開始され、その際に勲位は勲等と改められた。当初は勲八等までで賞牌が授けられることとなっていたが、翌年に二等分増やされて十等となり賞牌も勲章に変更された。また、当初は武官のみを対象としていたが、1883年には文官、1892年には教育・社会分野と拡大され、広く国家に功績ある人物に対して贈られるようになった。第二次世界大戦後の1946年に生存者に対する叙勲は中止されたが、1963年7月12日に生存者叙勲が復活して翌年より春と秋に叙勲が行われるようになった。2003年には勲等の数字表記が廃止されて、勲章の格付概念としてのみ残されるようになった。
平成23年度春の叙勲については、2011年3月11日に発生した東日本大震災の被害を考慮し、外国人叙勲、同褒章、第16回危険業務従事者叙勲とともに発令の延期を2011年3月24日に発表した。制度制定以来初のこととなる。6月18日付けで発令され、4064名が受章した。
平成31年春の叙勲については、2019年5月1日の改元の関係から延期されることが2月26日の閣議決定事項として発表されており、令和に改元された後の5月21日に令和元年の春の叙勲が発令された。
なお、日本の叙勲は、戦後になっても職業格差が存在する。小川賢治は「大臣・国会議員・国公立大学教員・法曹官僚が最も高い等級の勲章を得、自衛隊出身者と私立大学教員が中程度の勲等に位置し、最も低位の勲章は警察官や消防官などに与えられている」「官僚と経営者は職位や企業規模によって勲等が決定されており、一般に階統性が存在している」として、「受勲者間に職業上の格差が存在し、そのヒエラルキーの頂点には極く限られた者のみが叙せられている」と指摘している。叙勲に際して、官:民の比率を約6:4とする慣習も残っており、「長年にわたって地域社会に貢献してきた人よりも、選挙で選ばれたわけではない自治体幹部などが優先され、その地域社会の人たちも不自然に思うほど官民のバランスがとれていない」として、官尊民卑の傾向が強いとも指摘される。

## アメリカ合衆国
アメリカ合衆国の勲章や褒章の制度は、欧州諸国の勲章制度のように騎士団の団員章としての性格を持つものではない。文民を対象とする大統領功労勲章などの勲章も存在したが、勲章の多くは軍人を対象とするメダルやクロス章などの戦功章である。

## その他の国々
ロシアではロシア連邦英雄など、中華人民共和国では共和国勲章などの叙勲が、随時行われている。